# Rosersberg
Rosersberg is een plaats in de gemeente Sigtuna in het landschap Uppland en de provincie Stockholms län in Zweden. De plaats heeft 1641 inwoners (2005) en een oppervlakte van 127 hectare. In de plaats staat Slot Rosersberg, een van de koninklijke paleizen in Zweden en IBPS Sweden, de Fo Guang Shanhoofdkantoor van Zweden.